# Südliches Anhalt
Südliches Anhalt – miasto w Niemczech, w kraju związkowym Saksonia-Anhalt, w powiecie Anhalt-Bitterfeld. Miasto powstało 1 stycznia 2010 z połączenia 18 z 21 gmin wchodzących w skład wspólnoty administracyjnej Südliches Anhalt: Edderitz, Fraßdorf, Glauzig, Großbadegast, Hinsdorf, Libehna, Maasdorf, Meilendorf, Prosigk, Quellendorf, Radegast, Reupzig, Riesdorf, Scheuder, Trebbichau an der Fuhne, Weißandt-Gölzau, Wieskau i Zehbitz.
Dnia 1 września 2010 przyłączono miasto Gröbzig oraz kolejne gminy Görzig i Piethen.